# Питхана
Питхана (хетт. mPí-it-ḫa-a-na-aš) — царь хеттского города Куссара, правил в конце XIX — начале XVIII веков до н. э.
Из текста, составленного его сыном Аниттой, известно, что Питхана в результате ночного штурма овладел городом Неса. Царь Несы был захвачен в плен, но жителям этого города не было причинено никакого вреда, а напротив, они были уравнены в правах с жителями Куссара. Местоположение Несы оспаривается, но большинство историков видят в нём название города Каниша (совр. городище Кюль-тепе), предполагая, что написание «Неса» передаёт хеттское произношение этого названия, как «Гнеса». В документе членов торговой организации аккадских купцов, найденном в каруме Каниша, упомянут «великий правитель» (рабаум) Питхана и «начальник лестницы» (раби симмильтим) Анитта.